# Умбраиль (перевал)
Умбра́иль или Умбра́ильпасс (нем. Umbrailpass, романш. Pass da l'Umbrail, итал. Passo dell'Umbrail или итал. Giogo di Santa Maria, ранее также известный как нем. Wormser Joch) — высокогорный перевал в Альпах на границе Швейцарии и Италии.
Его высота — 2 501 метра над уровнем моря. Он соединяет населённые пункты Санта-Мария-Валь-Мюстаир в долине Валь-Мюстаир (округ Инн, кантон Граубюнден, Швейцария) и Бормио (итал. Bormio) в долине Вальтеллина, (регион Ломбардия, Италия).
Через перевал в 1901 году была проложена автомобильная дорога, открытая для движения, как правило, с апреля по октябрь. С итальянской стороны от перевала отходит дорога к перевалу Стельвио (итал. Passo dello Stelvio), используемая в основном автотуристами.

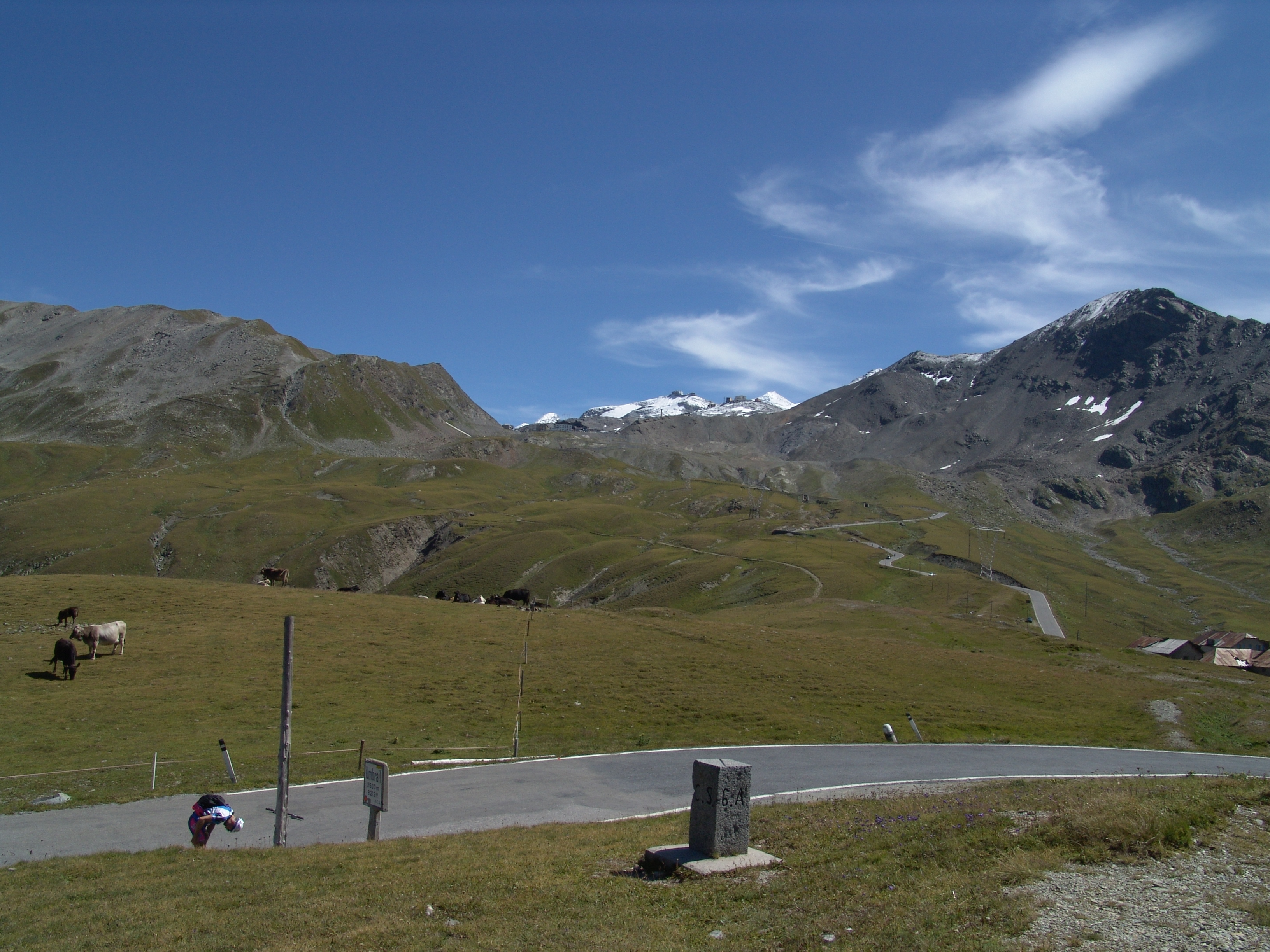
Вид на седловину перевала Умбраиль и перевал Стельвио